# Roger Shah
Roger Shah, también conocido como DJ Shah y Sunlounger (Esslingen am Neckar, 29 de noviembre de 1972), es un DJ y productor de música electrónica y productor alemán.

## Biografía
Nace en Esslingen en el sur de Alemania hijo de madre alemana y padre pakistaní. Roger comenzó su carrera en su país natal en 1999, sacando Claps, The mission y Tides of Time.

## Discografía

### Dj Roger Shah

#### Álbumes
- 2000 The Album
- 2008 Songbook
- 2011 Openminded

#### Sencillos
- 1999 Claps
- 1999 Commandments
- 2000 Riddim
- 2001 Tides Of Time (feat. No Iron)
- 2002 High
- 2003 Sunday Morning
- 2004 Sunset Road (with York)
- 2006 Beautiful (Glimpse Of Heaven) (feat. Jan Johnston)
- 2007 Palmarosa
- 2007 Who Will Find Me (feat. Adrina Thorpe)
- 2008 Going Wrong (with Armin van Buuren feat. Chris Jones)
- 2008 Don't Wake Me Up (feat. Inger Hansen)
- 2008 Back To You (feat. Adrina Thorpe)
- 2009 You're So Cool (with Tenishia feat. Lorilee)
- 2009 To The Sky (with Chris Jones as Open Minded)
- 2009 I'm Not God (with Tenishia feat. Lorilee)  2009 Healesville Sanctuary (with Signum)
- 2010 Hold On (with Judge Jules feat. Amanda Angelic)
- 2010 Ancient World (with Signum)

#### Compilaciones
- 2005 The Ultimate Chillout Collection
- 2008 Sunlounger Sessions
- 2008 Magic Island: Music For Balearic People
- 2009 Magic Island: Music For Balearic People Vol. 2
- 2010 Magic Island: Music For Balearic People Vol. 3
- 2012 Magic Island: Music For Balearic People Vol. 4

#### como Roger Shah
- 2008 'Sunlounger Feat. Cap & Stephanie Asscher' - Heart Of The Sun
- 2009 'Richard Durand' - Always The Sun
- 2009 'Roger Shah & Tenishia Feat. Lorilee' - You're So Cool
- 2009 'Roger Shah & Tenishia Feat. Lorilee' - I'm Not God
- 2009 'Roger Shah & Signum' - Healesville Sanctuary
- 2009 'Ira Losco' - Shoulders Of Giants
- 2009 'Samara' - Verano
- 2010 'Andain' - Beautiful Things

2010 'Roger Shah & Signum' - Ancient World

### como Sunlounger

#### Álbumes
- 2007 Another Day On The Terrace
- 2008 Sunny Tales
- 2010 The Beach Side of Life
- 2013 Balearic Beauty

#### Sencillos
- 2006 White Sand
- 2007 Aguas Blancas
- 2007 In & Out
- 2008 Crawling
- 2008 Catwalk / Mediterranean Flower
- 2008 Lost (feat. Zara)
- 2009 Change Your Mind (feat. Kyler England)
- 2010 Found (feat. Zara)
- 2010 Breaking Waves (feat. Inger Hansen)
- 2012 Try To Be Love (feat. Zara)
- 2013 I'll Be Fine (feat. Alexandra Badoi)
- 2014 Eye 2 Eye (meet Aly and Fila feat. Sylvia Tosun)

### Black Pearl

#### Sencillos
- 2005 Bounty Island
- 2008 Coral Sea
- 2008  Java
- 2009 Rise
- 2010 Discovery
- 2014 Tagula Island
- 2015 Bellagio

### Savannah

#### Sencillos
- 2006 Savannah La Mar
- 2009 Body Lotion
- 2010 Darling Harbour

### Global Experience

#### Sencillos
- 2005 Tennessee / Dakar
- 2006 Zanzíbar / San Salvador
- 2007 Madras / Malaysia
- 2008 Koengen

#### Remixes
- 2006 'Brian Laruso' - Song For The Ocean
- 2006 'Mark Norman Presents Celine' - Colour My Eyes
- 2006 'Tiesto Feat. Maxi Jazz' - Dance4Life
- 2006 'North Dakota' - Superstring 2.6
- 2007 'Shane 54' - 1000 Lullabies
- 2007 'Johan Gielen' - Revelations -Right From My Heart-
- 2008 'High Noon At Salinas' - Celebration
- 2008 'Charles McThorn Feat. Elles De Graaf' - Winds Will Turn